# 交響曲第4番 (ハンソン)
交響曲第4番『レクイエム』（Requiem ）作品34は、ハワード・ハンソンが父の追悼のため1943年に作曲した交響曲で、彼の作品の中では最もロマン主義的である。各楽章は第2楽章以外レクイエムの典礼文から採られており、エレジー風に仕上がっている。1943年12月3日に作曲者指揮ボストン交響楽団の定期演奏会にて初演され、翌1944年にはピューリッツァー賞に輝いた。プログラムノートは、ハンソンの弟子だった作曲家のウィリアム・バーグスマによる。

## 構成
- 第1楽章 Kyrie (Andnte inquieto)　
キリエ主題が第1主題と第2主題に現れる。コーダの前にはコラール風の動機が提示される。
- 第2楽章 Requiescat (Largo) 
独奏ファゴットが奏する主題で開始される。
- 第3楽章 Dies irae (Presto)
- 第4楽章 Lux aeterna (Largo pastorale)